# بانو (فیلم ۲۰۱۱)
بانو (انگلیسی: The Lady) فیلمی در ژانر زندگینامه‌ای به کارگردانی لوک بسون است که در سال ۲۰۱۱ منتشر شد. از بازیگران آن می‌توان به میشل یئو و دیوید تیولیس اشاره کرد.